# Kozma Lajos (operaénekes)
Kozma Lajos (Lepsény, 1938. szeptember 2. – Pierantonio, 2007. december 30.) magyar származású olaszországi operaénekes (tenor) és énektanár volt. Legemlékezetesebb alakításai bel canto-operákhoz fűződnek, de gyakran énekelt barokk és 20. századi műveket is.

## Élete
A MÁV székesfehérvári műhelyének kórusában (ma Alba Regia Vegyeskar) énekelt, innen került a Zeneakadémiára. 1961. május 7-én debütált az Operaházban Verdi Macbethjének Malcolm szerepében. Hazai pályája alatt csak ösztöndíjas maradt a dalszínházban. Legkiválóbb alakítása Pelléas volt Debussy operájában. Ezt a szerepet később külföldön is sokfelé énekelte.
1964-ben Ford-ösztöndíjjal római továbbképzésre utazott és nem tért már vissza Magyarországra. Az Accademia di Santa Cecilián Giorgio Faveretto és Franco Capuana tanítványa volt. A következő évben elindult olaszországi karrierje, Bolognától Triesztig minden jelentős operaházban fellépett. Eljutott a La Scala színpadára is. A hatvanas évek végén már egész Nyugat-Európában keresett énekes volt, oratórium, opera és dal egyaránt repertoárján volt, Bécstől Koppenhágáig járta a kontinenst. Eljutott az Egyesült Államokba is (Philadelphia, New York City Opera). 1969-ben Ferrandót (Così fan tutte) és Œdipust (Stravinsky: Œdipus Rex) énekelte a Salzburgi Ünnepi Játékokon, 1972-ben az Aix-en-Provencei fesztiválon, 1970-ben és '76-ban a veronai arénában szerepelt. 1982-ben váratlanul bejelentette a visszavonulását, de még ez után is fellépett, utoljára 1993-ban Ruggero Raimondival a Borisz Godunovban.
Két ősbemutatóban is részt vett. 1970. május 9-én Valentino Bucchi A krokodil c. művében a hivatalnokot játszotta a XXXIII. A firenzei Maggio Musicale keretében, 1973. július 7-én Don Pedrót énekelte Renzo Rossellini A halott királynő c. operájában a monte-carlói Garnier-palotában, később az olasz premieren is ő formálta meg a szerepet.
Visszavonulása után a perugiai Università per Stranieri keretében és mesterkurzusokon tanított. Tanítványai közt volt ifj. Domahidy László is. Szívinfarktus okozta halálát.
Sokoldalú énekes volt, de legközelebb Mozart és a bel canto-szerzők álltak hozzá. Híresek Monteverdi- és Vivaldi-felvételei. Sok 20. századi művet is énekelt. Karrierjét segítette, hogy hét nyelven beszélt.

## Szerepei
- Alban Berg: Wozzeck – Tamburmajor
- Alban Berg: Lulu – A festő
- Valentino Bucchi: A krokodil – A hivatalnok
- Debussy: Pelléas és Mélisande – Pelléas
- Donizetti: Lammermoori Lucia – Sir Edgard Ravenswood
- Erkel Ferenc: Hunyadi László – V. László
- Gluck: Párisz és Heléna – Párisz
- Monteverdi: Orfeusz – címszerep
- Mozart: Az álruhás kertészlány – Belfiore
- Mozart: Figaro lakodalma – Don Curzio
- Mozart: Don Giovanni – Don Ottavio
- Mozart: Così fan tutte – Ferrando
- Mozart: A varázsfuvola – Tamino
- Muszorgszkij: Borisz Godunov – Vaszilij Ivanovics Sujszkij herceg
- Jacques Offenbach: Hoffmann meséi – Nathanaël
- Prokofjev: Három narancs szerelmese – A herceg
- Puccini: Manon Lescaut – Edmund
- Rimszkij-Korszakov: A pszkovi lány – Mihail Andrejevics Tucsa
- Renzo Rossellini: A halott királynő – Don Pedro
- Gioachino Rossini: Tell Vilmos – Egy halász
- Saint-Saëns: Sámson és Delila – Első filiszteus katona
- Salieri: Falstaff – Ford
- Johann Strauss jun.: A denevér – Gabriel von Eisenstein
- Johann Strauss jun.: A cigánybáró – Ottokar
- Richard Strauss: Salome – IV. zsidó
- Stravinsky: Œdipus rex – Œdipus
- Stravinsky: Mavra – Huszár
- Giuseppe Verdi: Macbeth – Malcolm
- Giuseppe Verdi: La Traviata – Alfred Germont

## Filmjei
- Lucia di Lammermoor (olasz, 1971)
- Orpheus: Then and Now (brit–kanadai–USA, tv, 1971)